# Bécancour
Bécancour is een stadje (ville) in de Canadese provincie Québec en telt 11.134 inwoners (2006).

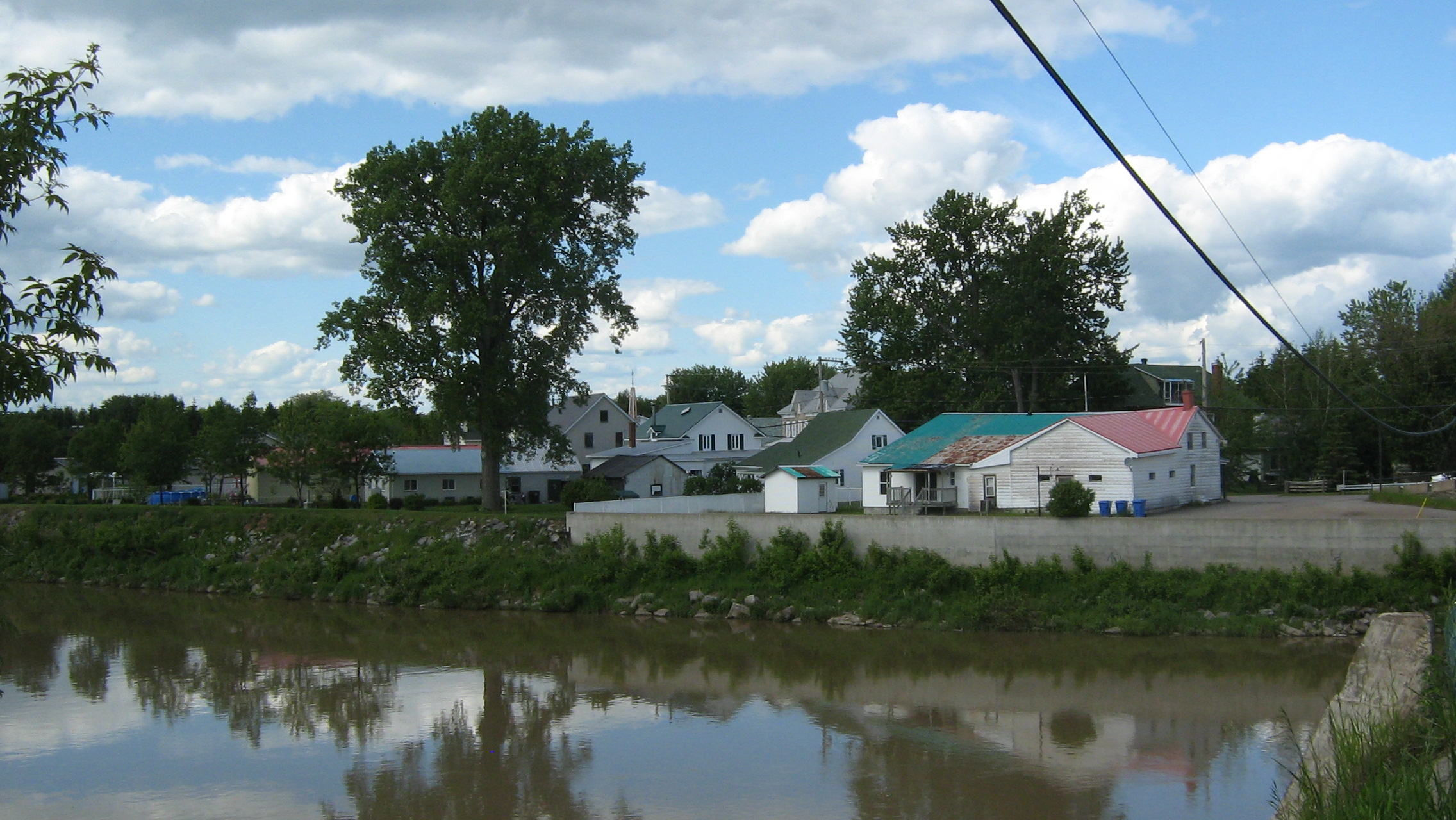
Bécancour